# Howle
Howle – wieś w Anglii, w hrabstwie Shropshire. Leży 23 km na północny wschód od miasta Shrewsbury i 215 km na północny zachód od Londynu.